# 中国佛教文化研究所
中国佛教文化研究所是中华人民共和国的一所佛教研究机构，隶属于中国佛教协会，位于北京市广济寺内。1987年成立。